# Mula sin cabeza

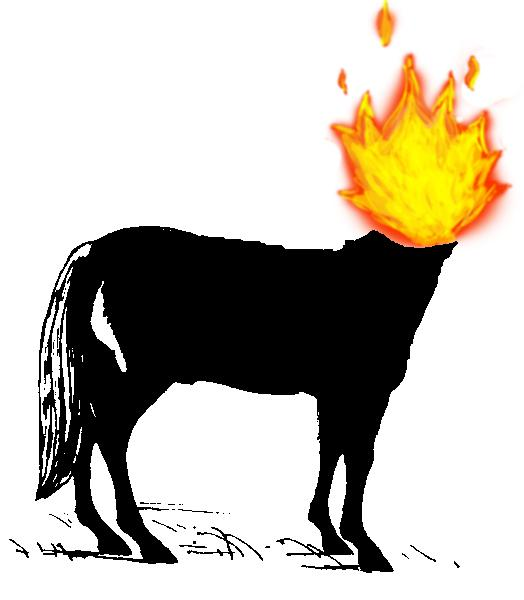
Mula sin cabeza

La mula sin cabeza es un personaje mitológico del folklore de Brasil. Se cree que el mito tiene una fuente medieval portuguesa, que podría haber sido llevada a Brasil en el período colonial temprano (siglo XVI o posterior), y estaría relacionada con los mitos de la Muladona y de la Almamula.

## Mito
En la mayoría de las historias, sería originalmente una mujer que fue maldecida por Dios por sus pecados, a menudo se dice que fue una concubina de un sacerdote católico que cometió el sacrilegio de hacer el amor en una iglesia con él, y por ello Dios la maldijo a convertirse en las noches en una criatura monstruosa conocida como "La mula sin cabeza". En esta historia, algunas versiones además cuentan que el sacerdote también habría sido maldito; y desde aquel día deambularía como un fantasma sin cabeza (conocido como el sacerdote sin cabeza).
La criatura se describe con la forma de una gran mula sin cabeza que en su lugar tiene una llama luminosa con la cual escupe fuego, además transita galopando con herraduras de plata (o de hierro) que producen un sonido horrible, más alto que el de cualquier caballo es capaz de producir. A pesar de estar decapitada, el rebuzno de esta criatura es generalmente muy elevado cuando esta irritada, y se puede escuchar por varios kilómetros; y a veces, si más tranquilo, suena como si estuviera gimiendo una mujer llorando. 
Esta criatura tiene la capacidad de trasmitir su maldición a otras mujeres pecadoras. La transformación de esta mujer maldita ocurriría generalmente en un cruce de caminos en la noche del jueves al viernes, sobre todo si la noche es de luna llena. Además la transformación de la mujer en la mula sin cabeza sucede también en el campo psicológico. Su mente se cambia tan rápidamente que enfurece en la noche y sale a los campos, matando ganado, asustando a la gente y causando la destrucción y la confusión. Según la tradición la mula sin cabeza debe galopar sobre el territorio de siete pueblos o parroquias cada noche.